# Justin Hammer
Justin Hammer es un personaje inglés que aparece en los cómics estadounidenses publicados por Marvel Comics. Como un adversario frecuente del superhéroe Iron Man, Hammer existe en el principal universo compartido de Marvel, conocido como el Universo Marvel. Hammer es representado como un industrial de armas que posee Industrias Hammer. 
Como explica en su primera aparición importante, Hammer es la razón por la cual muchos de los enemigos del supervillano de Iron Man, tiene acceso a tecnología extremadamente avanzada y por qué estos enemigos usan su equipo para crímenes violentos en lugar de lucrarse llevando los diseños al mercado. Hammer revela que los villanos son sus mercenarios del inframundo, secretamente armados y contractualmente obligados a cumplir misiones contra los competidores y enemigos de Hammer, como Tony Stark.
Sam Rockwell interpretó al personaje en el Universo  cinematográfico de Marvel para Iron Man 2 (2010) y en el cortometraje All Hail the King (2014).

## Historial de publicaciones
Justin Hammer apareció por primera vez en Iron Man # 120 (marzo de 1979) y fue creado por David Michelinie, John Romita, Jr. y Bob Layton.

## Biografía ficticia del personaje
Justin Hammer nació en Surrey, Inglaterra y más tarde se convirtió en ciudadano de Mónaco. Un rival del industrial Tony Stark (Iron Man), el multimillonario hombre de negocios de Hammer, más tarde se convirtió en un financiero criminal utilizando métodos no éticos. A cambio del cincuenta por ciento de las ganancias del crimen, pagaría una fianza para los delincuentes disfrazados y financiaría el desarrollo y reemplazo tanto de su armamento como de su equipo. En el caso de que un mercenario bajo su empleo violara su contrato, Hammer enviaría una unidad de ejecución (generalmente dirigida por su empleado supervillano más confiable, Blacklash) para atacar al pícaro y confiscar su equipo asignado.
Al comienzo de la historia de Demonio en una Botella, Hammer inventó un dispositivo llamado Hypersonic Scan Transmitter que le permitió tomar el control de la armadura de Iron Man. Probó este control remoto que afectaba al unibeam de Iron Man, las placas de sellado y las botas jets. Enfurecido por haber perdido una lucrativa apuesta a Stark International, tomó el control de la armadura de Iron Man y lo obligó a matar al embajador de Carnelian, y formó un ejército de criminales sobrehumanos (compuesto por Escarabajo I, Constrictor, Discus, Leap-Rana, Man-Killer, Puercoespín I, Stiletto y Mago de agua) contra Iron Man. En última instancia, Tony Stark no solo limpió su nombre y destruyó el dispositivo de control, sino que finalmente descubrió que un gran enemigo estaba detrás de múltiples ataques contra sus intereses durante años.
Con la ayuda de los supervillanos, Fuerza, Hammer secuestró yates para contrabandear opio a los Estados Unidos. Lucharon contra Iron Man y fueron derrotados. Cuando Stark perdió su compañía ante Obadiah Stane, Hammer dejó al indigente Stark a su suerte mientras continuaba con sus propias empresas. Cuando Stark se recuperó y volvió a entrar en el mundo de los negocios con Stark Enterprises, Hammer envió al Adap-Tor (un robot de ataque disfrazado de helicóptero) para atacar a la nueva compañía como una forma de "dar la bienvenida" a Stark.
Durante un tiempo, Hammer contrató con frecuencia al grupo de villanos conocido como el Escuadrón de la Muerte en un intento de matar a Tony Stark y Iron Man, pero despidió al grupo después de que fallaran constantemente.
Cuando Fuerza más tarde intentó ir directo, Hammer envió a Escarabajo, Blacklash y Ventisca II para recuperar Fuerza, pero fueron derrotados por Fuerza con la ayuda de Iron Man y Jim Rhodes.
Durante la historia de "Armor Wars", Hammer robó la tecnología Iron Man de Tony Stark por Spymaster y la vendió a varios superhumanos que llevaban armaduras motorizadas (entre ellas Stilt-Man, los Raiders, Mauler, Escarabajo, Crimson Dynamo y Titanium Man). Iron Man se dispuso a deshabilitar la tecnología basada en Stark en los trajes en cuestión, llegando incluso a deshabilitar la tecnología autorizada en la armadura de los Mandroides de S.H.I.E.L.D. y los Guardias de la Bóveda, llevándolo a un conflicto con el Capitán América y sus compañeros Vengadores.
Hammer más tarde envió a Rhino (al que Hammer le proporcionó una versión removible de su armadura) para sacar a Ventisca de la prisión. Envió a su "Equipo B" (Blacklash, Ventisca y Boomerang) para luchar contra Fantasma y Iron Man.
Hammer rediseñó la cola de Escorpión y lo envió a secuestrar al General Musgrave. Cuando Escorpión se negó a completar su misión, Hammer envió a Blacklash y a Rhino para recuperar la cola. Más tarde, Hammer se enteró de que habían disparado a Tony Stark y ordenó que le enviaran un lote de orquídeas con una tarjeta que expresaba sus condolencias en caso de que viviera. Envió a Boomerang a atacar una oficina de seguridad de Stark Enterprises y contrató a Taskmaster para entrenar al segundo Spymaster.
Más tarde, Hammer acordó diseñar un nuevo disfraz para Rhino. Envió a Rhino y Boomerang a luchar contra Cardiaco. Con la Fundación Vida, Roxxon Oil, Stane International y Brand Corporation, secuestró a varios seres sobrehumanos para analizar sus habilidades. También ayudó al primer Espectro a recuperar el Ka-Stone.
Años más tarde, se reveló que Hammer había obtenido Stane International después de la muerte de su presidente, Obadiah Stane, causando problemas para Tony Stark a través de su antigua compañía. Con agentes de HYDRA, Roxxon Oil, Moroboshi International y la Comisión Trinacional, engañó a los Maestros del Silencio para que atacaran a Stark Enterprises. Incluso cuando se vio obligado a vender sus acciones en Stane International a Stark por la suma de un dólar, Hammer tuvo la última risa cuando todos los tratos turbios e irresponsables, o incluso las acciones criminales de Stane International volvieron a morder a Tony más tarde.
Hammer más tarde envió a Barrier, Blacklash y Ringer a reclutar a Luis Barrett para convertirse en el nuevo Thunderbolt. Los tres villanos fueron frustrados por el Panteón.
Al descubrir que le habían diagnosticado una enfermedad incurable parecida al cáncer, Hammer decidió destruir a Tony Stark antes de morir. Infectó el torrente sanguíneo de Stark con nanites que alteraban el estado de ánimo, lo que hizo que Stark fuera irracional y temperamental. En una confrontación final con Iron Man en la propia estación espacial de Hammer, Hammer fue congelado accidentalmente en un bloque de hielo cuando el agua que cayó se filtró en el espacio y se congeló instantáneamente y actualmente se pierde en el espacio. Mientras observaba su cuerpo congelado a la deriva en la órbita de la Tierra, Iron Man reflexionó que su enemigo ahora "viviría para siempre".
Más tarde se revela que Justin es el padre de Justine Hammer y el abuelo de Sasha Hammer.

## Poderes y habilidades
Justin Hammer es un hombre normal de mediana edad. Es licenciado en comercio y negocios, y es un administrador extremadamente eficiente con un intelecto de nivel genio. Tiene acceso a varias formas de tecnología avanzada diseñadas por sus técnicos.

## Otras versiones

### Ultimate Marvel
La versión Ultimate de Hammer aparece por primera vez en Ultimate Spider-Man # 16 (2002). Su difunto padre, Justin Hammer, Sr. era un industrial en jefe para su época, y ahora él, Justin Jr. es director ejecutivo de Hammer Industries y es del sur de los Estados Unidos y no de Gran Bretaña. Fue rival de Norman Osborn y fue el principal competidor de Industrias Osborn. En un esfuerzo por superar a Industrias Osborn, Hammer contrató al principal científico de Osborn, Otto Octavius, y le pagó por información privilegiada. Cuando Otto Octavius fue atrapado en un accidente de laboratorio, fue injertado con cuatro brazos de metal. Culpó a Hammer por esto, y lo buscó para vengarse. Atacó a Hammer en su limusina y, posteriormente, Hammer murió de un ataque al corazón.
Justin Hammer también ha financiado secretamente pruebas sobrehumanas que violan directamente el Tratado de Prohibición de Pruebas sobrehumanas. Dos de sus temas más importantes fueron Electro y Hombre de Arena, ambos pequeños delincuentes que recibieron poderes sobrehumanos.
También es responsable de los cambios tecnológicos realizados en su hija Justine Hammer.

## En otros medios

### Televisión
- Justin Hammer aparece como un villano en la serie de 1990 Iron Man con la voz de Tony Steedman y después Efrem Zimbalist, Jr. en la segunda temporada.[26] Justin Hammer no solo es mostrado como un rival de Tony Stark, era un aliado del Mandarín así como el que se encargó de la muerte del padre de Tony (que se reveló más tarde a ser un encubrimiento por parte de S.H.I.E.L.D. en "No lejos del árbol"). En el episodio de dos partes "Guerra de Armaduras", tiene al Fantasma para robar los diseños de la armadura Stark y venderlas para todos los criminales en armaduras. También creó a Potencia de Fuego para eliminar a la competencia. Después de que Potencia de Fuego fue derrotado, Iron Man apareció en la oficina de Justin Hammer para enfrentarlo. Iron Man puso un disco que contiene un virus en la computadora de Justin que acabó por completo los registros de sus diseños y lo subió a Internet y las computadoras de Hammer. El mismo virus completamente eliminó todos los archivos de Hammer, y, presumiblemente, dejó su empresa en quiebra. También se suponía que él no es consciente de que Stark y Iron Man son el mismo. Él fue uno de los villanos de las primeras temporadas que apareció en dos episodios de la temporada, además de la primera temporada y la temporada final.

- Justin Hammer aparece en Iron Man: Armored Adventures, con la voz de Michael Adamthwaite. Representado como un joven de 21 años, esta versión es uno de los antagonistas principales de la segunda temporada, el propietario de Hammer Multinational y el operador de armadura "Titanium Man".[27] Compró Stark International para expandir su imperio (también quería comprar la guarida secreta de Stark y en secreto la nueva compañía Soluciones Stark) hasta que al final, fue delatado por el Sr. Fix ante el mundo siendo un criminal en venganza por almacenar su mente en una computadora y a la vez es convertido en zombi al ser encerrado en una cápsula.

- Justin Hammer aparece en la serie animada Avengers Assemble, con la voz de Jason Spisak.[28][26] Esta versión se basa en la interpretación de Sam Rockwell de Iron Man 2 (ver más abajo), así como el diseñador de varias innovaciones tecnológicas (como el Super-Adaptoide y Dreadnoughts). 
  - Introducido en la primera temporada, episodio 6, "Super-Adaptoide", creó al Super-Adaptoide para impresionar con éxito a Red Skull y M.O.D.O.K., probándola con Los Vengadores y ser parte de la Camarilla. Los Vengadores lograron encontrar una forma de destruirlo. Enfadado por lo ocurrido, Red Skull le dice a MODOK que Hammer ha fallado en la audición, mientras que el Super-Adaptoide si ha pasado la audición. En el episodio 17, "Salvajes", Hammer conduce una operación minera en la Tierra Salvaje para cosechar el vibranium para que pueda entrar en la Camarilla. Utiliza Velocirraptores controlados por la mente con los láseres en ellos para capturar al Capitán América, Hawkeye, y Falcón cuando tropiezan en su operación. Hammer informa su captura a Red Skull y quiere que Hammer capture a Tony Stark, así que si quiere obtener una posición como la mano derecha de Red Skull. Con la ayuda de una tribu de pacifistas Roca Gente, Stark es capaz de liberar a sus compañeros de equipo y detener la operación minera. Cuando Red Skull llama a Hammer durante el ataque, Hammer llama a esto un pequeño contratiempo. Red Skull le dice a Hammer que ha fallado y que su próxima reunión sería desagradable. Hammer entonces usa su Hammer Buster 3000 láser para atacar a los Vengadores hasta Stark que le quita el cargador del láser. En el episodio 25, "Éxodo", el laboratorio de Hammer que contiene los proto-armas y es allanada por M.O.D.O.K. (que está controlando al Super-Adaptoide) y A.I.M. como los Vengadores se enfrentan contra el Super-Adaptoide. Después de la batalla, AIM se retira con algunos de los proto-armas y Hammer pide a los Vengadores, que tendrá que pagar por los daños, pero se van.
  - En la segunda temporada, episodio 14 "Una Falla en el Sistema", Ultron toma el control de los acorazados en una instalación de las Industrias Hammer mientras que hace una forma experimental armadura de batalla alrededor de Hammer. Después de que los Dreadnoughts se destruyen, Hammer se retira de la armadura como él jura que Tony Stark se oía de su Consejo de Administración.
  - En la tercera temporada, episodio 5, "Los Thunderbolts", Hammer envía una bomba, la planificación para eliminar a los Thunderbolts y los Vengadores. Después se desarma la bomba, ambos grupos tenían sus miembros en los diferentes búnkeres que Justin Hammer es en donde los dos grupos terminan luchando con sus Mandroids. Iron Man y Ciudadano V encontraron pruebas de que mostró a Hammer que tiene conexiones con los Thunderbolts por la publicista, Gabby Talbott. Tras el último búnker de ser encontrado por los Vengadores y los Thunderbolts, Justin atacó a ambos equipos en su Mega-Mandroide que tiene una capacidad de campo de fuerza. Tras el Mega-Mandroide fue desactivado por Meteorito, Hammer es entregado a las autoridades.
- Justin Hammer aparece en la miniserie animada Lego Marvel Avengers: Climate Conundrum, con la voz de Bill Newton.[26] Después de que falla uno de sus inventos amigables con la Tierra, Hammer es engañado por A.I.M. para que robe la máquina meteorológica de Iron Man como parte del plan de Red Skull para apoderarse de la Tierra. Para hacer esto, Hammer pilotea la armadura Detroit Steel. Sin embargo, al descubrir que fue engañado, trabaja de mala gana con los Vengadores para destruir varias torres meteorológicas, desactivar la máquina meteorológica y derrotar a Red Skull. Después de esto, Hammer ayuda a regañadientes a los Vengadores a plantar árboles.

### Universo cinematográfico de Marvel

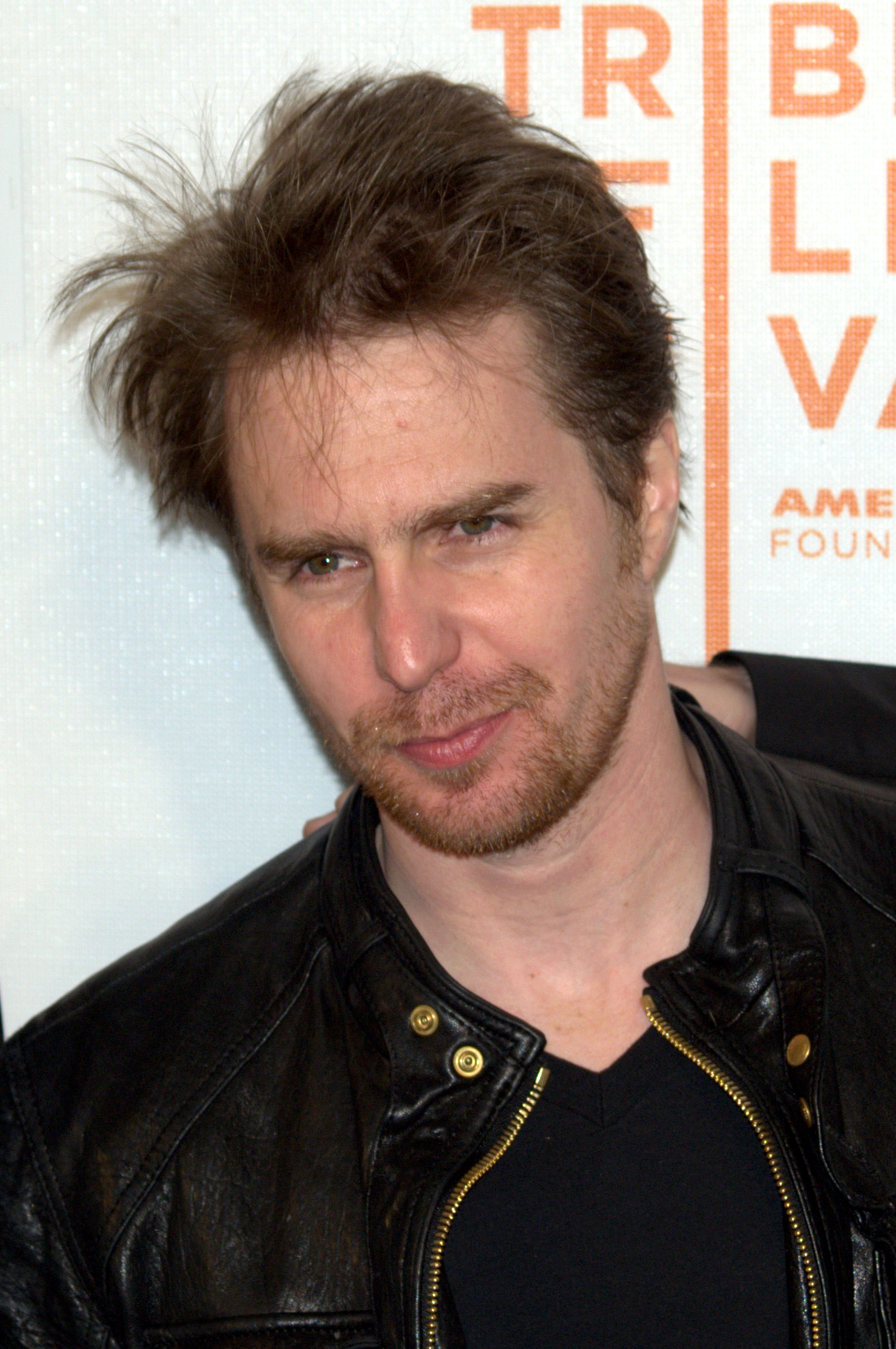
Sam Rockwell interpreta a Justin Hammer en Iron Man 2

Justin Hammer aparece en medios ambientados en el Universo cinematográfico de Marvel (MCU), interpretado por Sam Rockwell:
- Hammer hace su primera aparición oficial en Iron Man 2.[1]Esta versión es un contratista de defensa estadounidense y rival de Tony Stark, a quien parece más cercano en edad. Hammer está presente cuando Stark es convocado al Congreso para discutir la venta de las armaduras de Iron Man. Cuando Stark piratea la pantalla de televisión para mostrar a todos los presentes intentos de armadura de personas diferentes, la compañía de Hammer está entre los intentos vistos donde el intento de la compañía en la armadura no fue bien (ya que la demanda del piloto de prueba giró 180 grados y cortó la columna vertebral del piloto). Después de que se mostró ese video, Hammer comenta que el hombre del traje aún está vivo, aunque en consecuencia su contrato con el Pentágono es supendido. En su búsqueda del mejor Stark, recluta a Ivan Vanko, para construir trajes blindados después de que Vanko saliera de la prisión. La compañía de Hammer más tarde ayudó a convertir la armadura confiscada de James Rhodes en la armadura Máquina de Guerra. Hammer es luego traicionado por Vanko y poco después es arrestado por la policía mientras amenaza a Pepper Potts durante la pelea de Iron Man y Máquina de Guerra con Whiplash.
- El retoma su papel en Marvel One-Shot titulado All Hail the King. Él es visto como un preso en la prisión de Seagate y no está impresionado por Trevor Slattery. También se demostró que Hammer tiene una relación del mismo sexo con una reclusa más joven.[29] Le grita a su amante sobre Slattery y Pepper, el último de los cuales aparece en su número de la revista Forbes, pero aún parece insistir en que "Tony y [él] aún son geniales".
- Una variante de la línea de tiempo alternativa de Hammer aparece en What If...? episodio "¿Qué pasaría si... Happy Hogan salvara la Navidad?". Después de escapar de la prisión, él organiza un asedio a la Torre de los Vengadores con sus secuaces Sergei y Rusty para robar la tecnología de Stark y una muestra de la sangre de Bruce Banner pero pierde este último ante Happy Hogan, quien se transforma en un monstruo parecido a Hulk llamado Freak. A pesar de secuestrar la armadura Hulkbuster, Hammer es derrotado por Freak, quien lo salva de caer y morir.

### Videojuegos
- La versión Iron Man 2 de Justin Hammer aparece como un personaje jugable en Lego Marvel's Avengers, con la voz de Jason Spisak.[26]
- Justin Hammer aparece en Marvel's Avengers, con la voz de Nicolas Roye.[26]